# Avalon (pel·lícula)
Avalon és una pel·lícula estatunidenca estrenada el 1990, dirigida per Barry Levinson. Ha estat doblada al català.

## Argument
Narra la vida de Sam Krichinsky (Armin Mueller-Stahl), un immigrant jueu d'origen polonès arribat a Baltimore (Estats Units) a començaments del segle xx. Ell i els seus germans van trobar feina, es van casar i van tenir fills. El seu principal objectiu era mantenir la família reunida.

## Repartiment
- Leo Fuchs-Hymie Krichinsky
- Eve Gordon-Dottie Kirk
- Lou Jacobi-Gabriel Krichinsky
- Armin Mueller-Stahl-Sam Krichinsky
- Elizabeth Perkins-Ann Kaye
- Joan Plowright-Eva Krichinsky
- Kevin Pollak-Izzy Kirk
- Aidan Quinn-Jules Kaye
- Israel Rubinek-Nathan Krichinsky
- Elijah Wood-Michael Kaye